# El Altar
Az El Altar egy kialudt rétegvulkán a Sangay Nemzeti Park nyugati részén, Ecuadorban, Quitótól 170 km-re délre. A spanyolok nevezték el hatalmas templomhoz hasonlító alakja miatt. Az inkák Capac-Urcu-nak nevezték, aminek jelentése Király hegy.
Megmászására a legalkalmasabb időszak decembertől februárig.